# Kreuzliebende Schwestern
Die Kreuzliebenden Schwestern (auch: Schwesternkongregation von der Liebe zum Heiligen Kreuz; französisch Amantes de la Croix; viet. Dòng Mến Thánh Giá; lat. Amatores Crucis lesu Christi) sind eine römisch-katholische Kongregation für Ordensschwestern.
Die Kongregation wurde von dem französischen Priester Pierre Lambert de La Motte 1670 in Vietnam gegründet und breitete sich von dort aus weltweit aus. 1954 wurden die Schwestern aus Nordvietnam vertrieben und ließen sich in Go Vâp in der Umgebung von Saigon (heute Ho-Chi-Minh-Stadt) nieder. Ihre Aufgabengebiete sind neben dem Gebet karitative Dienste in der Gemeinde, Schulen und Krankenhäusern sowie Missionsarbeit in den abgelegenen Bergregionen Vietnams. In Vietnam leben etwa 100 Schwestern, weltweit sind es etwa 300. In Deutschland hat der Orden Niederlassungen in Bonn (St. Petrus-Krankenhaus) und München.